# Briggs Islet
Briggs Islet est une petite île granitique de 3,4 ha, au sud-est de l'Australie. 

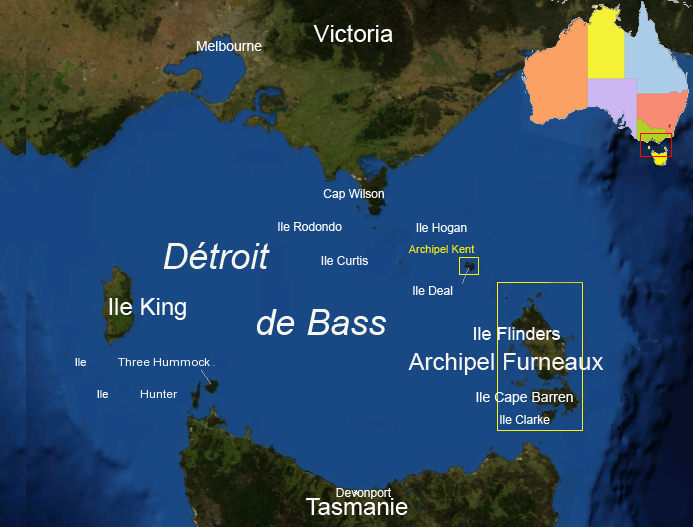
Détroit de Bass.

Elle fait partie de l'archipel  de Great Dog Island, en Tasmanie. Elle est située à l'est du détroit de Bass, entre Flinders et Cape Barren Islands dans l'archipel Furneaux. C'est une zone préservée. L'île fait partie de la Zone importante pour la conservation des oiseaux de Franklin Sound Islands, reconnue comme telle par BirdLife International parce qu'elle abrite plus de  1 % de la population mondiale pour six espèces d'oiseaux.

## Faune
Les espèces d'oiseaux marins et d'échassiers reconnues comme nicheuses sont : 
- le Manchot pygmée,
- l'Océanite frégate,
- le Goéland austral,
- la Mouette argentée,
- l'Huîtrier fuligineux,
- la Sterne caspienne,
- la Sterne huppée
- et la Sterne tara[1].

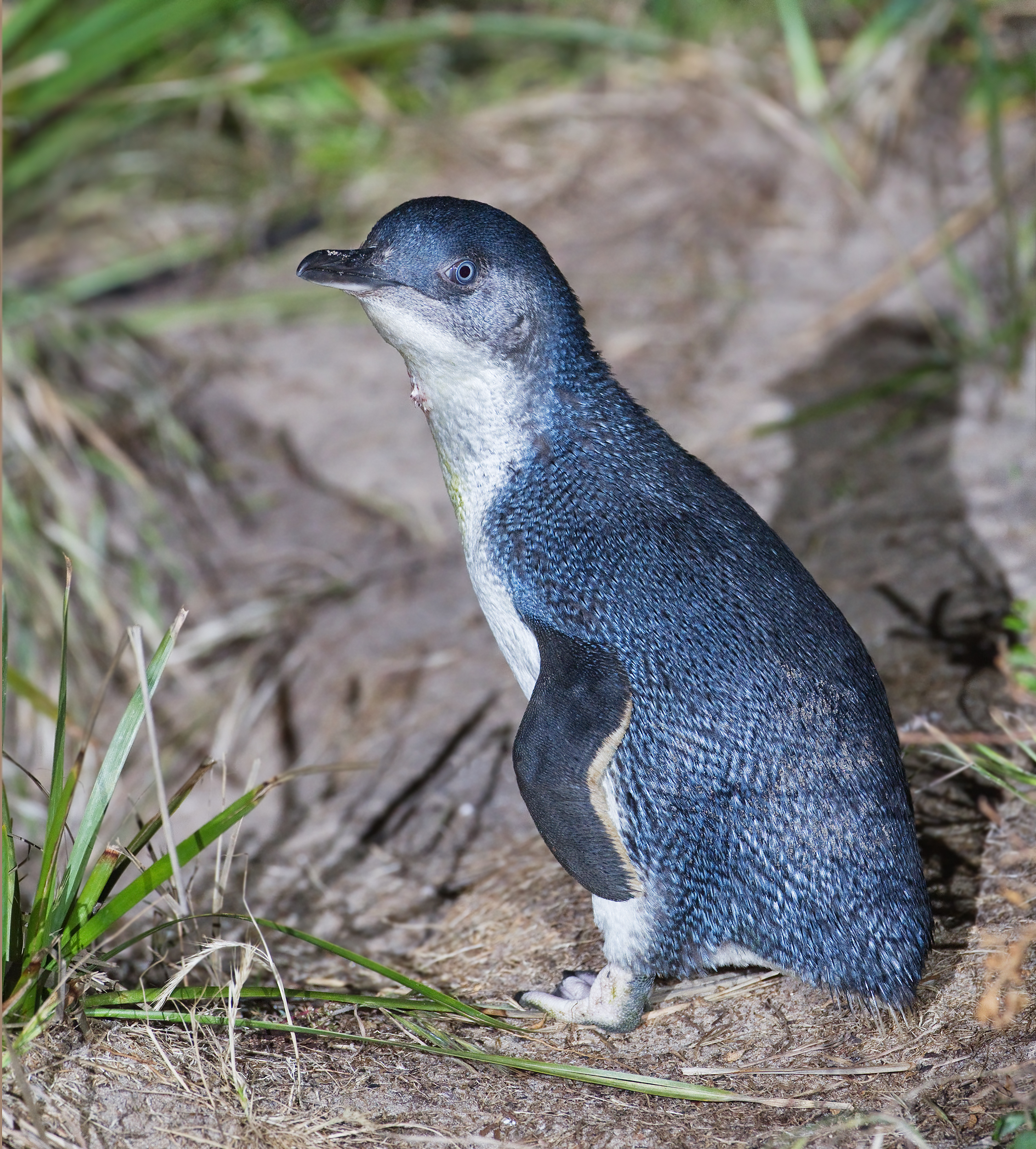
Manchot pygmée, près de son terrier, de nuit.
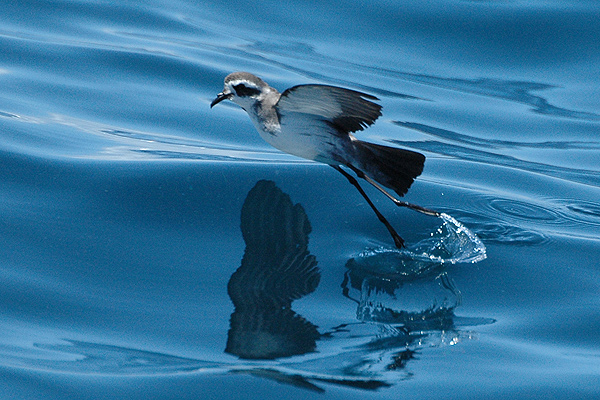
Océanite frégate.
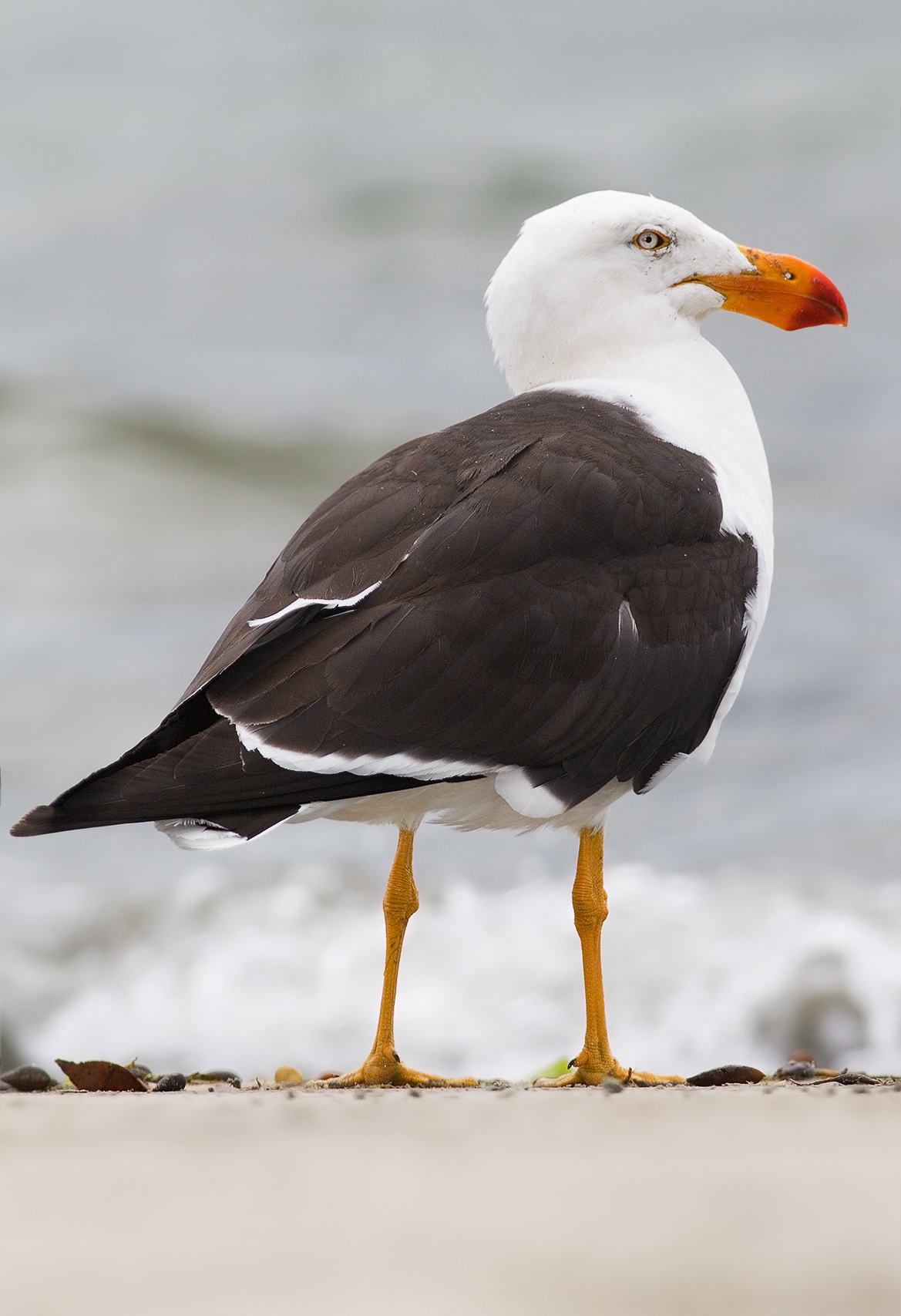
Goéland austral.
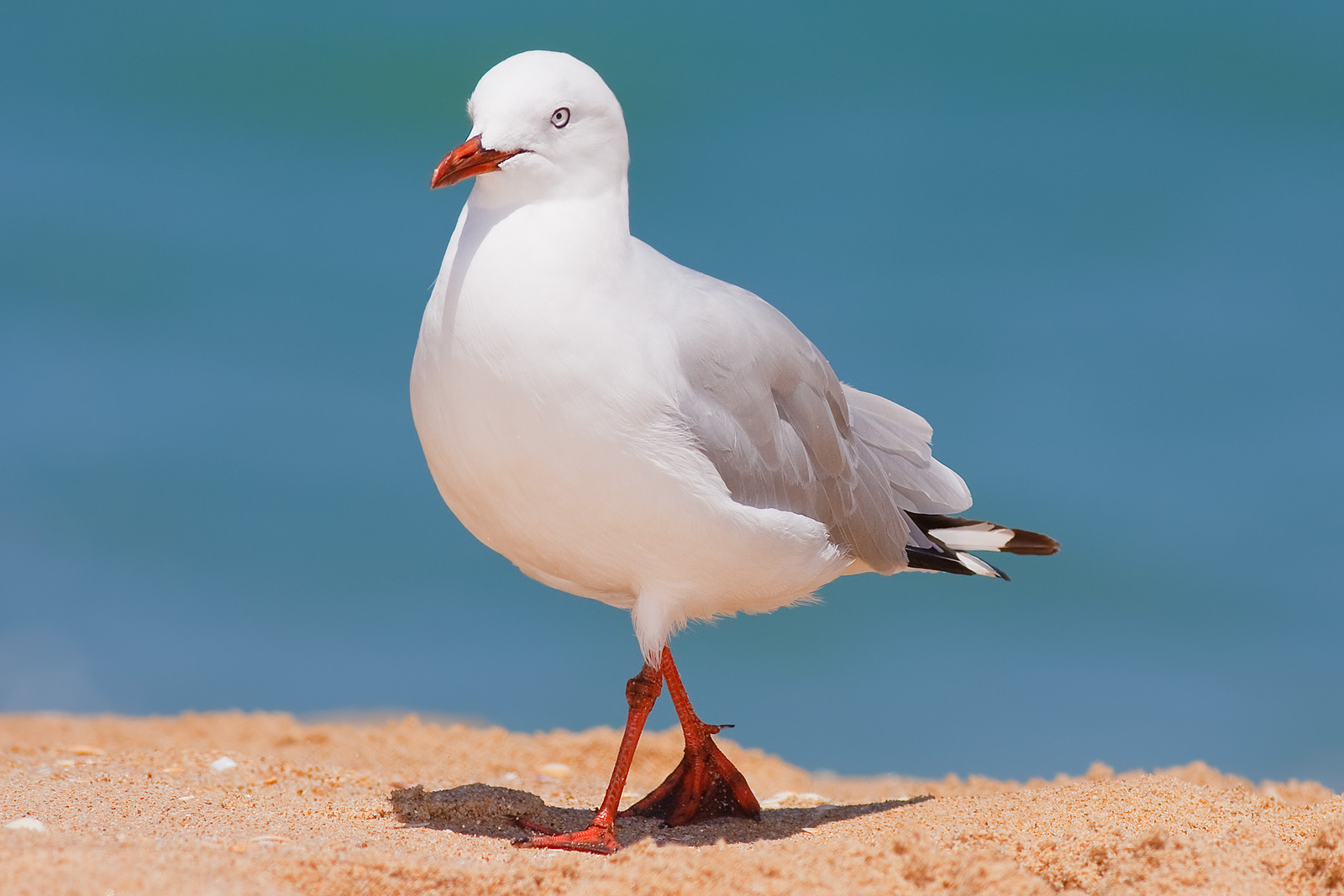
Mouette argentée.
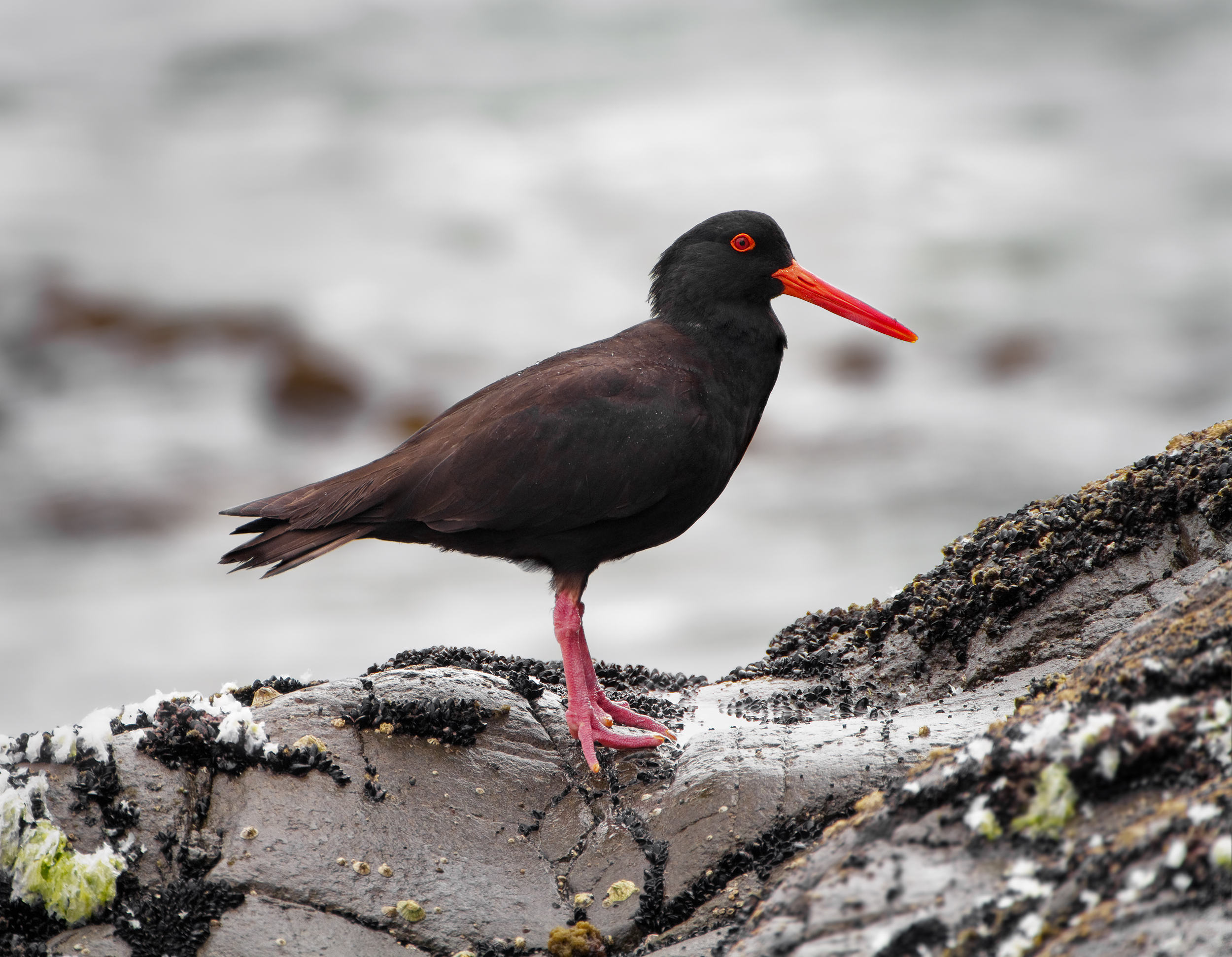
Huîtrier fuligineux.
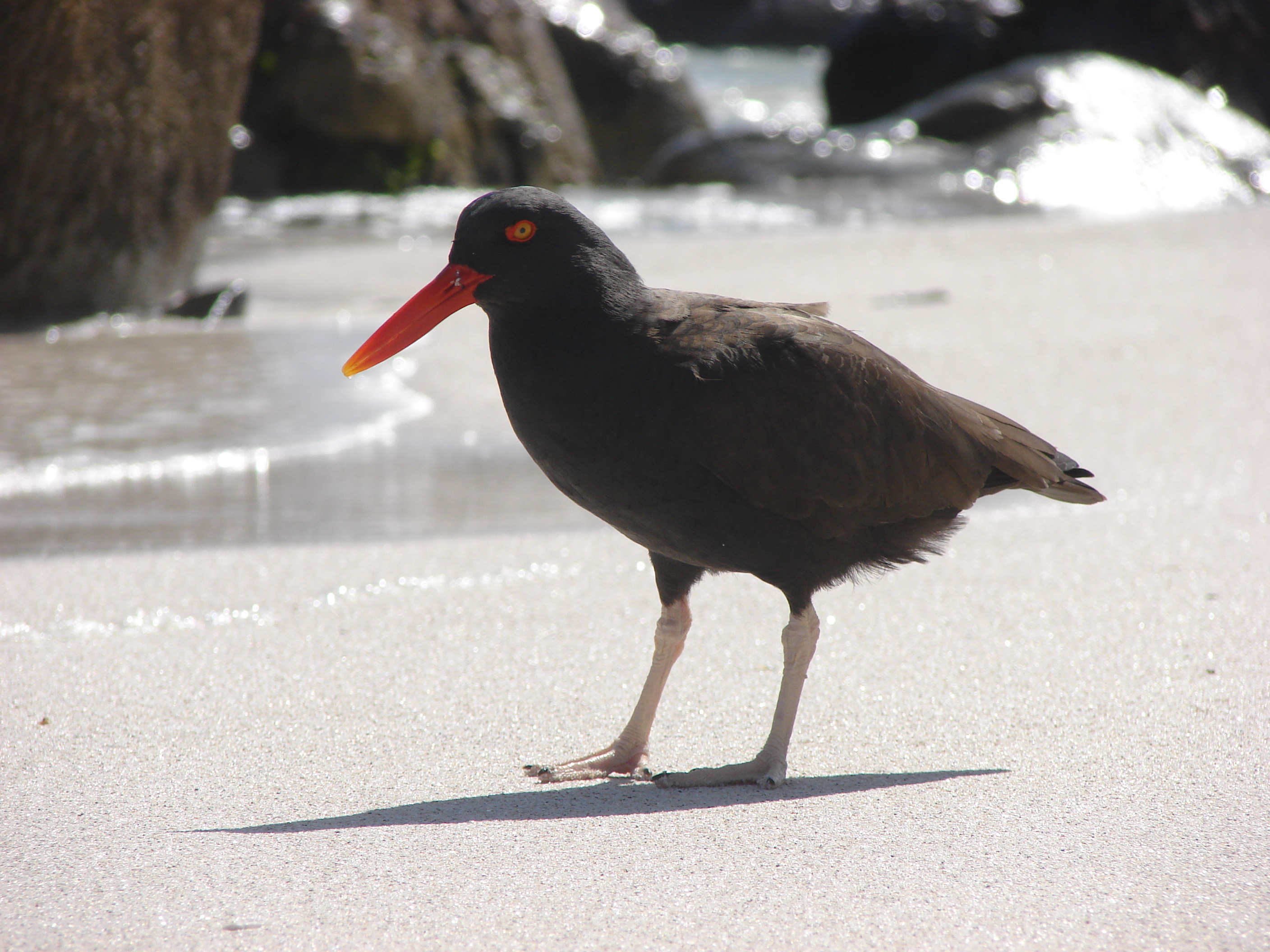
Huîtrier noir.
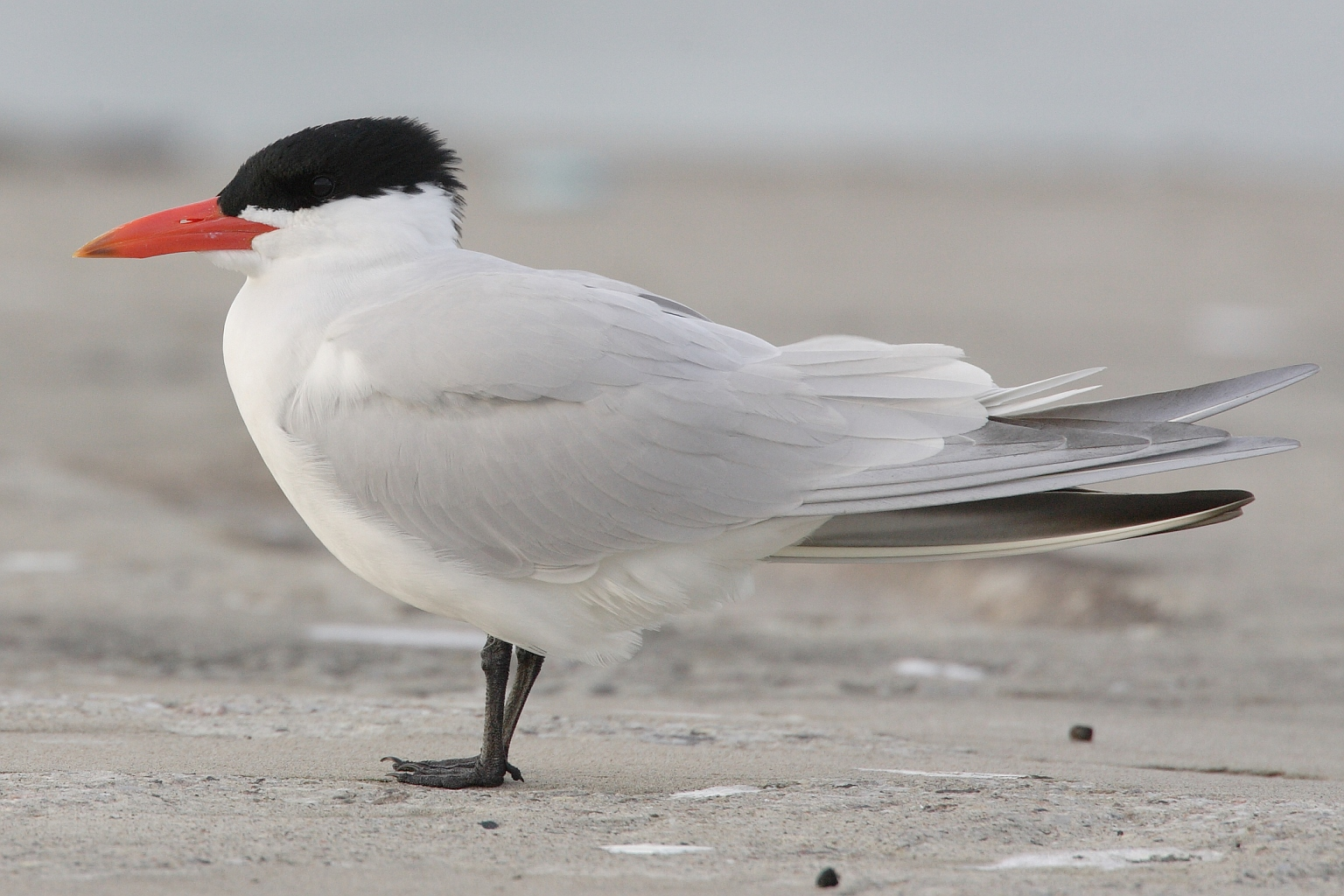
Sterne caspienne.
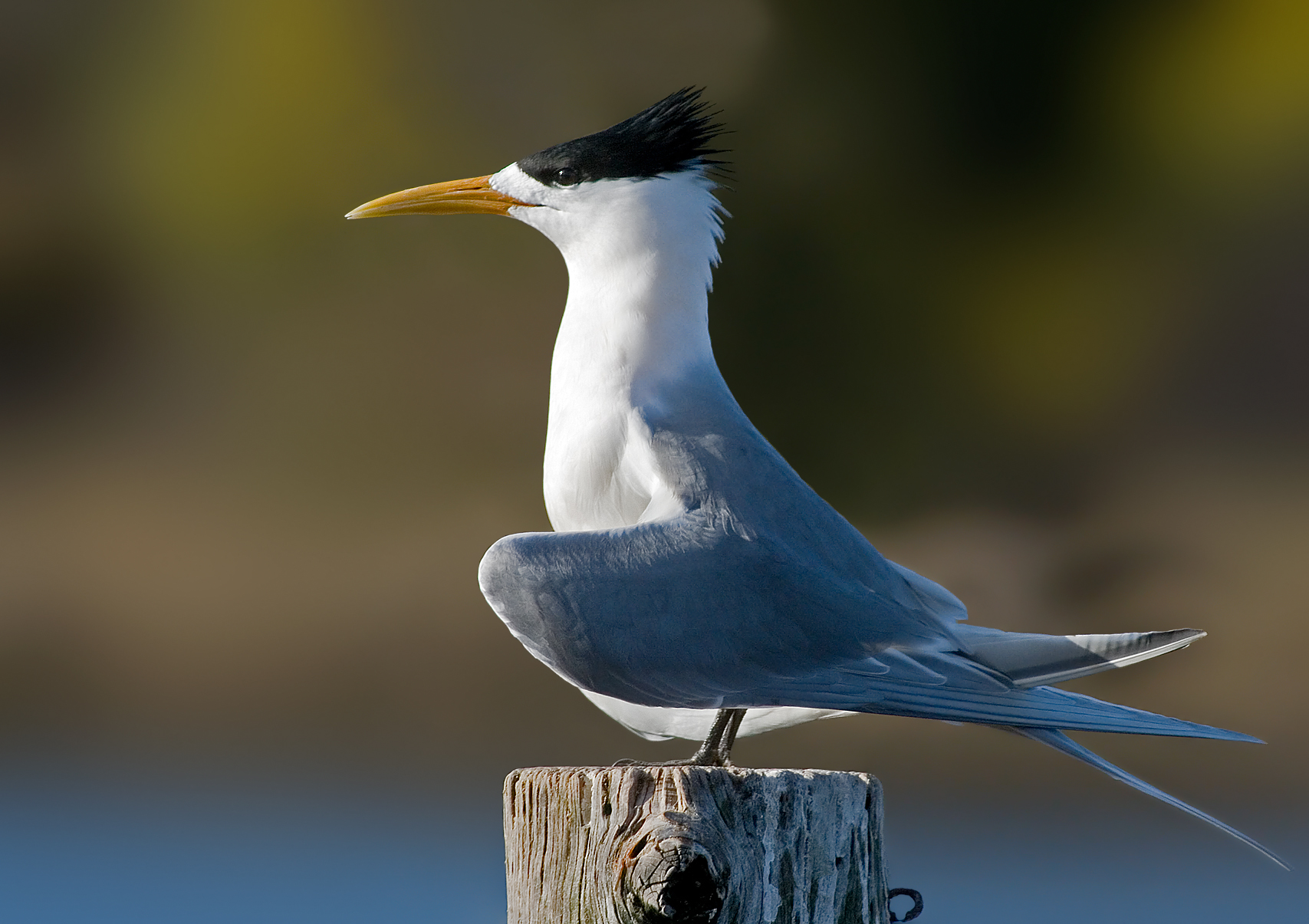
Sterne huppée.
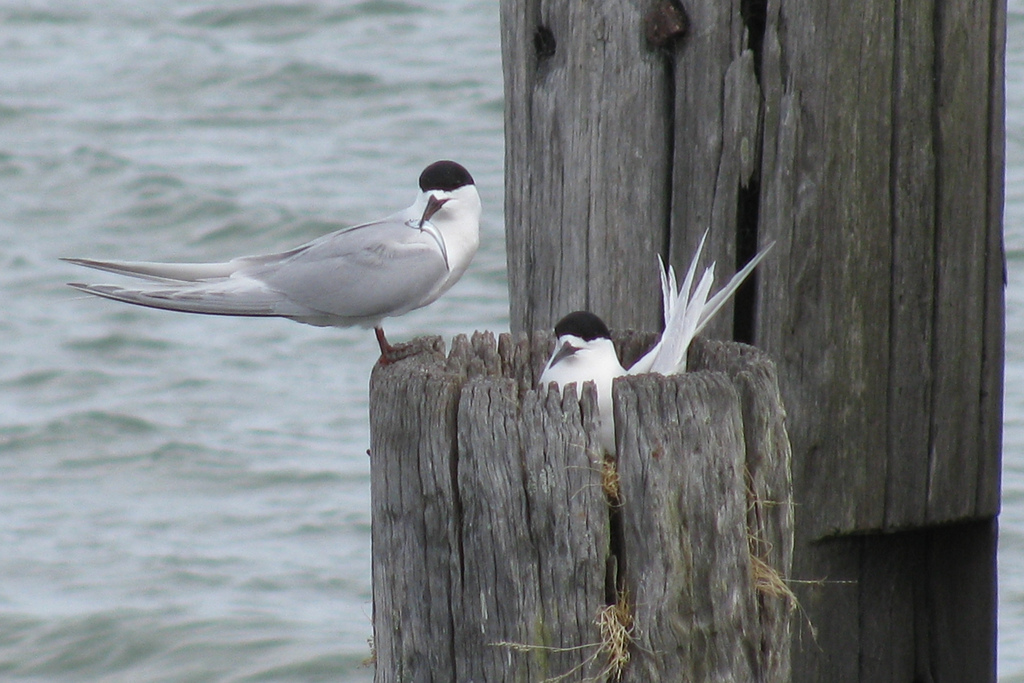
Sterne Tara.